# Childerditch
Childerditch – wieś w Anglii, w hrabstwie Essex, w dystrykcie Brentwood. Leży 20 km na południowy zachód od miasta Chelmsford i 33 km na wschód od Londynu.